# Behir Chergui
Behir Chergui (în arabă بحير الشرقي) este o comună din provincia Oum El-Bouaghi, Algeria.
Populația comunei este de 1.904 locuitori (2008).